# Rheumaptera intersita
Rheumaptera intersita là một loài bướm đêm trong họ Geometridae.